# Lo Tossalet (Abella de la Conca)

Lo Tossalet, respecte del terme d'Abella de la Conca

Lo Tossalet és un cim de 1.639,4 metres d'altitud que es troba a l'extrem occidental de la serra de Carreu. És a mig camí entre el Cap de Carreu (a llevant seu) i el Gallinova (a ponent).
Està situat dins del terme municipal d'Abella de la Conca, a la comarca del Pallars Jussà, gairebé termenal amb Conca de Dalt, en l'antic municipi d'Hortoneda de la Conca.
Sota seu, a migdia, hi ha l'espectacular cinglera anomenada la Tàpia, extrem occidental de la cara de la serra de Carreu que mira cap a la vall del riu d'Abella.

## Etimologia
Tossalet és un derivat diminutiu de tossal, que es fa servir per a indicar un cim aïllat que destaca en el seu entorn. Aquest mateix fet, unit al de no ser gaire elevat, justifica, a més, l'ús del genèric, sense complement del nom: lo Tossalet.